# Franz Xaver Gabelsberger
Franz Xaver Gabelsberger   (Múnic, 9 de febrer de 1789 - Múnic, 4 de gener de 1849),fou un enginyer i inventor d'un nou sistema d'escriure taquigràfic.
Estudià en les escoles d'Attl am Inn i Ottobeurem; el 1802 el Knanenseminar, i de 1804 a 1807 el Gimnàssium i de 1807 a 1809 l'Escola Normal de Múnich. El 1809 es va ocupar en estudis gràfics, va publicar unes prescripcions per a ús de les escoles elementals i va inventar una taula mecànica de càlcul.
En ser creat el Parlament bavarès (1818), i a fi de registrar finalment els debats, va inventar un sistema d'estenografia que va anar perfeccionant a poc a poc. Ja a la primera sessió dels estats bavaresos de 1819 va prendre estenogràficament els debats de la càmera del 'Reichsrat', i després, amb els seus deixebles, els de les sessions successives. Dentre els alumnes que des de 1829 havia ensenyat en cursos oficials, va formar en 1831 una oficina d'estenografia per a la Camara bávara, sent nomenat president de la mateixa en 1840. va publicar un sistema (que, especialment de 1820 á 1822, havia millorat amb la introducció de la vocalització simbòlica), amb el títol dAuleitung zur deutschen Redezèichenkunst oder Stenographie (Múnic, 1834; 2a. edc. 1850) i el va completar amb un nou procediment abreviatiu, fundat en l'estructura del llenguatge i la lògica, a Neuen Vervolkommnungen der deutschen Redezéichenkunst (Múnic, 1843; 2ª. edc. 1849.
El sistema d'estenografia de Gabelsberger estava representat el 1903 a Alemanya per 1.847 associacions amb 69.397 membres, ia l'estranger per 102, amb 5.777 membres. Com a assignatura voluntària es va introduir exclusivament als instituts d'estudis superiors de Baviera (1854), Àustria (1871), Saxònia (1873), Saxònia-Weimar (1896), Oldenburg (1897) i Coburg-Gotha (1897/99). A Hongria es va introduir juntament amb el de Heinrich August Wilhelm Stolze el 1871, i juntament amb el de Stolze-Schreg i Roller a Baden (1895), ia Wurtenberg (1896).